# ۱۶۸۳ (میلادی)

## زادروزها
- ۱۳ ژانویه - کریستف گراپنر، آهنگساز آلمانی (مرگ ۱۷۶۰)
- ۱۰ نوامبر - جرج دوم، پادشاه بریتانیا (مرگ ۱۷۶۰)

## مرگ‌ها
- ۱۰ ژوئیه – فرانسوا اود دو مزوره، نویسنده و تاریخ‌نگار فرانسوی (ز. ۱۶۱۰)
- ۶ سپتامبر – ژان-باتیست کولبر، اقتصاددان فرانسوی (ز. ۱۶۱۹)